# Orchomenella (Orchomenopsis) acanthura
Orchomenella (Orchomenopsis) acanthura is een vlokreeftensoort uit de familie van de Lysianassidae. De wetenschappelijke naam van de soort is voor het eerst geldig gepubliceerd in 1931 door Schellenberg.